# Sara Moro
Sara Moro de Faes (Guadalajara, México, 11 de mayo de 1984) es una exgimnasta española, especializada en la disciplina de gimnasia artística, olímpica en Sídney 2000 y Atenas 2004. En ambos Juegos logró el diploma olímpico al ser 4.ª y 5.ª por equipos respectivamente.
También posee varias medallas en competiciones internacionales, además de tener un título de campeona de España sénior (2000), entre otras preseas en campeonatos nacionales con el RGCC Covadonga de Gijón. A lo largo de su carrera le han sido concedidos varios reconocimientos, como la Medalla al Mérito Gimnástico, otorgada por la Real Federación Española de Gimnasia (2006). Es una de las 5 gimnastas artísticas españolas que han participado en 2 Juegos Olímpicos, junto con Irene Martínez, Laura Muñoz, Eva Rueda y Laura Campos.

## Biografía deportiva

### Inicios
Aunque nacida en Guadalajara (México), con 2 años ya vivía en España. Comenzó en la gimnasia artística en 1988, a los 4 años de edad, en el RGCC Covadonga de Gijón. Allí fue entrenada por Amparo Abejón, Bibiana Carriles e Isabel Izquierdo.

### Etapa en la selección nacional

#### 1997 - 2000: ciclo olímpico de Sídney 2000
Entró en la selección nacional en  1997, con 13 años de edad, entrenando desde entonces en el Centro de Alto Rendimiento de Madrid. Sus entrenadores en la selección fueron Jesús ''Fillo'' Carballo, Lucía Guisado, Almudena San José y Eva Rueda, teniendo como coreógrafa a Fuensanta Ros. Inicialmente contó con la beca de la Federación, y después con la beca ADO y de una pequeña beca del Principado de Asturias. En el Campeonato de España Individual de 1999, celebrado en Pozuelo de Alarcón, fue subcampeona de España en la general, solo superada por Esther Moya (oro) y por delante de Laura Martínez (bronce). En las finales fue oro tanto en salto como en suelo. En la DTB Cup fue 8.º en la final de suelo. En un encuentro Rumanía - España - Alemania fue plata por equipos y 6.ª en la general, mientras que en el España - Rumanía volvió a ser plata por equipos y plata en la general. En el encuentro Australia - España de ese mismo año fue oro tanto por equipos como en la general. En octubre participó en su primer Campeonato del Mundo, el Mundial de Tianjin, donde fue 6.ª por equipos y alcanzó la 9.ª posición en la general individual. Si bien había logrado inicialmente el 7.º puesto por equipos y el 10.º puesto en la general, la descalificación de China y Dong Fangxiao respectivamente en el año 2012 hizo que subiera una plaza.
En febrero de 2000 participó en el torneo International Gymnastics Challenge de Sídney, siendo 5.ª en la general, 5.ª en asimétricas y bronce en barra de equilibrio. En la prueba de la Copa del Mundo en Cottbus fue 15.ª en la calificación de barra de equilibrio y 9.ª en la calificación de suelo. En mayo compitió en el Campeonato Europeo de París, siendo 4.ª por equipos y 7.ª en la general, su mejor puesto en la clasificación individual de un Campeonato de Europa. En el Campeonato de España de 2000, disputado en Murcia, logró proclamarse campeona de España sénior por delante de Esther Moya (plata) y Laura Martínez (bronce). Además, fue bronce en salto, plata en asimétricas y bronce en la barra de equilibrio. En septiembre participó en los Juegos Olímpicos de Sídney 2000, donde consiguió el 21..eɽ puesto en la general individual y obtuvo el diploma olímpico al terminar en el 4.º puesto en el concurso por equipos, la mejor posición del equipo español de gimnasia artística femenina en su historia. Si bien habían logrado inicialmente el 5.º puesto por equipos, la descalificación de China en el año 2010 hizo que subieran una plaza. En esta cita Sara competiría condicionada por una lesión en el pie. El equipo español estaba integrado en Sídney por Sara, Laura Martínez, Marta Cusidó, Susana García, Paloma Moro y Esther Moya.

#### 2001 - 2004: ciclo olímpico de Atenas 2004

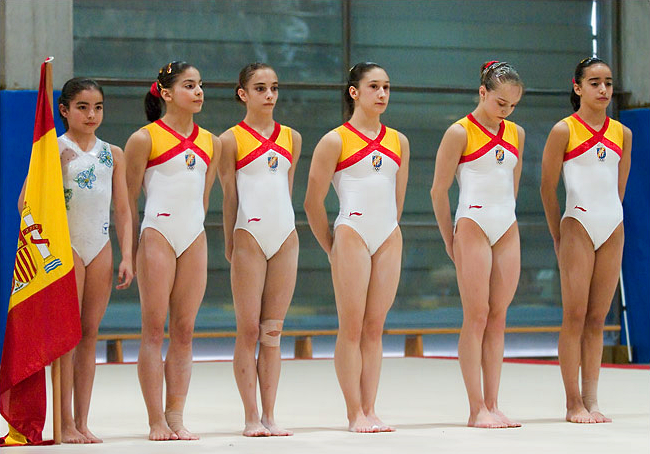
Sara (en el centro) con el equipo español de gimnasia artística en un encuentro España - Holanda (2004).

En mayo de 2001 logró, con el equipo español combinado de varias disciplinas de gimnasia, la medalla de bronce en el primer Campeonato Europeo por Equipos celebrado en Riesa (Alemania), una competición oficial de la UEG. El equipo español en esa competición estuvo formado además por Alejandro Barrenechea, Víctor Cano y Laura Martínez de gimnasia artística, y por dos representantes de gimnasia rítmica: Almudena Cid y Esther Domínguez. En el Campeonato de España Individual de 2001, celebrado en Orense, fue subcampeona de España en la general, tras Laura Martínez (oro) y por delante de Marta Cusidó (bronce). Además, logró el oro en salto, barra y suelo. En agosto de 2001 participó en el encuentro España - Holanda en Madrid, siendo oro por equipos y en la general individual. En los Juegos Mediterráneos de 2001 en Túnez, logró el oro tanto por equipos como en la general, el bronce en salto, el 5.º puesto en asimétricas y la plata en suelo. En el Campeonato Mundial de Gante en 2001 logró el 4.º puesto por equipos, el 8.º en la general y el 4.º en barras asimétricas. Esa 8.ª plaza fue su mejor puesto en la clasificación individual general de un Campeonato del Mundo. El 1 de marzo de 2002 Sara fue sometida a una operación de espalda debido a una hernia discal, además de someterse posteriormente a otra intervención de codo.

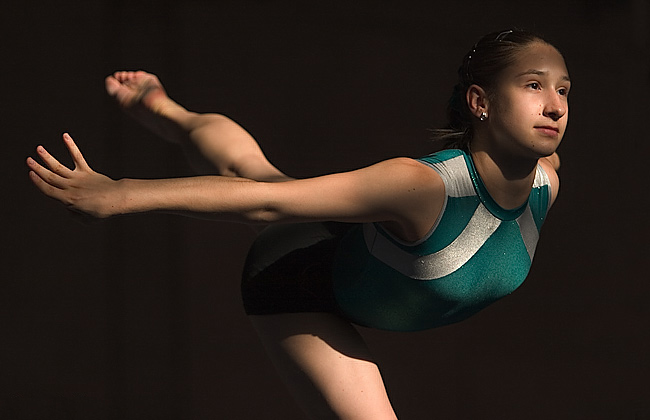
Sara Moro en su último entrenamiento en el CAR de Madrid (2004).

Ya en 2003, fue operada nuevamente, esta vez de la muñeca. Tras recuperarse de sus lesiones regresó a la selección nacional, participando en el encuentro España - Bielorrusia en Guadalajara, donde fue oro por equipos. Poco después fue 16.ª en la Copa de España en Málaga, y en el encuentro España - Rumanía - Brasil en Pozuelo de Alarcón logró la plata por equipos y el 18.º puesto en la general, aunque participando únicamente en dos aparatos. Para el Campeonato de España Individual de 2003 en Alicante, fue plata en asimétricas y bronce en barra de equilibrio. En el encuentro Alemania - España - Bulgaria - Francia celebrado en Dresde a finales de julio, fue plata por equipos. En el Campeonato Mundial de Anaheim, disputado en agosto, logró el 5.º puesto por equipos, lo que clasificó al combinado español para los JJ.OO. de Atenas 2004.
A comienzos de 2004 logró el bronce por equipos en el Test Preolímpico de Atenas. En el encuentro España - Holanda en Madrid fue oro por equipos, misma posición que logró poco después en el encuentro Italia - España, donde sería además 10.ª en la general individual. En el Campeonato Europeo de Liubliana fue 4.ª por equipos y 7.ª en asimétricas. Para julio, en el Campeonato de España en Vilasar de Mar de 2004, logró el 12.º puesto en la general, el bronce en asimétricas y el oro en barra de equilibrio. También participó en el encuentro España - Rumanía, donde fue plata por equipos y 16.ª en la general (haciendo solo dos aparatos), en el Memorial Joaquín Blume y en el encuentro Francia - España, siendo plata por equipos. En agosto compitió en sus segundos Juegos Olímpicos, Atenas 2004, quedando en 5.º lugar en el concurso general por equipos y obteniendo así nuevamente el diploma olímpico. El equipo español estaba integrado en estos Juegos por Sara, Laura Campos, Tania Gener, Elena Gómez, Mónica Mesalles y Patricia Moreno.

### Retirada de la gimnasia
Tras su retirada en 2004, estudió la diplomatura de Fisioterapia en la Universidad de Oviedo y hacia 2008 ejerció brevemente de entrenadora en el RGCC Covadonga de Gijón. Fue además miembro de la Asamblea General (estamentos de gimnasia) y vocal de la Junta Directiva de la Federación Asturiana de Gimnasia. También trabajó en el Centro de Fisioterapia de El Llano (Gijón). Realizó un máster en Osteopatía de 2010 a 2015, y en 2013 se trasladó de nuevo a Madrid. En 2016 fue nombrada embajadora de «Gijón, Ciudad Europea del Deporte 2016». Trabajó de fisioterapeuta en la Clínica Mayuben de Alcobendas (Madrid) y actualmente reside en Guadalajara.

## Equipamientos
| Período      | Proveedor  |
| ------------ | ---------- |
| 1997 - 2000  | Arena      |
| 2000 (JJ.OO) | Fumarel    |
| 2001 - 2004  | Li-Ning    |
| 2004 (JJ.OO) | John Smith |

## Música de suelo
- 1999 - 2000: Medley de los temas «Salomé» de Chayanne y «Macarena» de Los del Río

## Palmarés deportivo

### A nivel de club
| 1999 - Campeonato de España Individual en Pozuelo de Alarcón Plata en concurso general Oro en salto Oro en suelo 2000 - Campeonato de España Individual en Murcia Oro en concurso general Bronce en salto Plata en barras asimétricas Bronce en barra de equilibrio 2001 - Campeonato de España Individual en Orense Plata en concurso general Oro en salto Oro en barra de equilibrio Oro en suelo | 2003 - Copa de España en Málaga 16.º puesto en concurso general - Campeonato de España Individual en Alicante Plata en barras asimétricas Bronce en barra de equilibrio 2004 - Campeonato de España Individual en Vilasar de Mar 12.º puesto en concurso general Bronce en barras asimétricas Oro en barra de equilibrio |

### Selección española
| 1999 - DTB Cup 8.º puesto en suelo - Rumanía - España - Alemania Plata por equipos 6.º puesto en concurso general - España - Rumanía Plata por equipos Plata en concurso general - Australia - España Oro por equipos Oro en concurso general - Campeonato del Mundo de Tianjin 6.º puesto por equipos* 9.º puesto en concurso general** 2000 - International Gymnastics Challenge en Sídney 5.º puesto en concurso general 5.ª puesto en barras asimétricas Oro en barra de equilibrio - Prueba de la Copa del Mundo en Cottbus 15.º puesto en calificación de barra de equilibrio 9.º puesto en calificación de suelo - Campeonato de Europa de París 4.º puesto por equipos 7.º puesto en concurso general - Juegos Olímpicos de Sídney 2000 4.º puesto por equipos y diploma olímpico* 21..eɽ puesto en concurso general*** 2001 - Campeonato de Europa por Equipos de Riesa Bronce por equipos - Encuentro España - Países Bajos Oro por equipos Oro en concurso general - Juegos Mediterráneos de Túnez 2001 Oro por equipos Oro en concurso general Bronce en salto 5.º puesto en barras asimétricas Plata en suelo - Campeonato del Mundo de Gante 4.º puesto por equipos 8.º puesto en concurso general 4.º puesto en barras asimétricas | 2003 - Encuentro España - Bielorrusia Oro por equipos - Encuentro España - Rumanía - Brasil Plata por equipos 18.º puesto en concurso general - Encuentro Alemania - España - Bulgaria - Francia Plata por equipos - Campeonato del Mundo de Anaheim 5.º puesto por equipos 2004 - Test Preolímpico de Atenas 2004 Bronce por equipos - Encuentro España - Países Bajos Oro por equipos - Encuentro Italia - España Oro por equipos 10.º puesto en concurso general - Campeonato de Europa de Ámsterdam 4.º puesto por equipos 7.º puesto en barras asimétricas - Encuentro España - Rumanía Plata por equipos 16.º puesto en concurso general - Encuentro Francia - España Plata por equipos - Juegos Olímpicos de Atenas 2004 5.º puesto por equipos y diploma olímpico |

*Tras la descalificación de China

**Tras la descalificación de Dong Fangxiao

***Tras la descalificación de Andreea Răducan

## Premios, reconocimientos y distinciones
- Accésit en la Gala del Deporte Asturiano de 1999, otorgado por la Asociación de la Prensa Deportiva de Asturias (2000)[13]
- Accésit en la Gala del Deporte Asturiano de 2000, otorgado por la Asociación de la Prensa Deportiva de Asturias (2001)
- Mejor Deportista Asturiana de 2001, otorgado por el diario La Nueva España (2001)
- Accésit en la Gala del Deporte Asturiano de 2001, otorgado por la Asociación de la Prensa Deportiva de Asturias (2002)
- Mejor Deportista Asturiana de 2004, otorgado por el diario El Comercio (2004)
- Accésit en la Gala del Deporte Asturiano de 2004, otorgado por la Asociación de la Prensa Deportiva de Asturias (2005)
- Medalla al Mérito Gimnástico, otorgada por la Real Federación Española de Gimnasia (2006)[14]
- Embajadora de «Gijón, Ciudad Europea del Deporte 2016», otorgado por el Ayuntamiento de Gijón (2016)

## Filmografía

### Programas de televisión
| Programas de televisión | Programas de televisión | Programas de televisión | Programas de televisión   |
| Año                     | Título                  | Cadena                  | Notas                     |
| ----------------------- | ----------------------- | ----------------------- | ------------------------- |
| 2001                    | Escuela del deporte     | La 2 de TVE             | Entrevistada en reportaje |